# Lac Cromwell
Le lac Cromwell, est un plan d'eau douce situé à Saint-Hippolyte dans la région administrative des Laurentides , au Québec, au Canada. Il est situé sur le territoire de la Station de biologie des Laurentides appartenant à l'Université de Montréal

## Géographie
Ce lac est situé à proximité du lac Geai